# HARUA
HARUA（日语：ハルア，2005年5月1日—  ），本名為重田美琉愛（日语：／ Shigeta Harua ）是日本男歌手，現為YX LABELS旗下的男子團體&TEAM成員，2022年12月7日在日本出道。

## 簡介與早年經歷
重田美琉愛，藝名為HARUA，長野縣出身，身高173公分，血型B。小時候自從被媽媽帶去看男團的演唱會後，對演藝圈產生興趣。到東京時在竹下通被星探發現並進入經紀公司，那時還是小學高年級，所以一個人每兩週從長野到東京一次。當時比起演員，更想在其他演藝方面發展，所以主要練習舞蹈。在堅持不懈的活動中，看到NiziU的選秀節目《Nizi Project》，人生的齒輪一下子開始轉動，於是開始關注K-pop，打算參加Nizi Project的男團選秀時，發現了《&AUDITION》的公告。由於Nizi Project 2的時間不確定，所以辭掉公司的工作報名&AUDITION，但徵選時並沒有很順利，在線下審查中落選，那時正好是進入高中的前夕，後來收到HYBE的聯繫，所以去了韓國展開挑戰。

## 演藝生涯

### 出道前
2019年至2021年，為日本星塵傳播旗下新人部的練習生。
2022年7月9日，出演日本選秀節目《&AUDITION - The Howling -》，同年9月3日，於節目最後一集以第二名的成績成為&TEAM成員。

### 2022年至今：&TEAM
2022年12月7日，以男團&TEAM成員身份發行首張迷你專輯《First Howling : ME》在日本出道。

## 媒體作品

### 綜藝節目
| 年份   | 日期           | 電視台／OTT   | 節目名稱      | 備註       |
| ------ | -------------- | ------------- | ------------- | ---------- |
| 2022年 | 7月9日－9月3日 | hulu、YouTube | 《&AUDITION》 | 第二名出道 |